# پتاسیم تترافنیل‌بورات
پتاسیم تترافنیل‌بورات (به انگلیسی: Potassium tetraphenylborate) با فرمول شیمیایی C۲۴H۲۰BK یک ترکیب شیمیایی با شناسه پاب‌کم ۶۴۳۲۳۳۳ است. که جرم مولی آن ۳۵۸٫۳۲۴۹ g/mol می‌باشد. 